# Сент-Коломб, Жан де
Жан де Сент-Коломб (фр. Jean de Sainte-Colombe; ок. 1640—1700) — французский композитор, знаменитый мастер виолы да гамба.

## Биография
О его жизни почти ничего неизвестно, даже его имя, возможно, является псевдонимом. Среди дошедших до нас произведений Сент-Коломба — 67 концертов для двух виол и более 170 пьес для семиструнной виолы, что делает его наиболее плодовитым французским композитором, сочинявшим для виолы да гамба до Марена Маре.
В 1991 году Паскаль Киньяр опубликовал роман «Все утра мира», в котором дает предположительную картину отношений между Сент-Коломбом и Маре. В том же году режиссёр Ален Корно снял по роману одноименный фильм. Жорди Саваль был музыкальным режиссёром и записал музыку Сент-Коломба.